# Intérieur à la fillette
Intérieur à la fillette – ou La Lecture – est un tableau réalisé par le peintre français Henri Matisse en 1905-1906 à Paris. De format vertical, cette huile sur toile est un portrait fauve de Marguerite Matisse, la fille de l'artiste. La fillette y apparaît au centre, appliquée à lire un livre accoudée sur une table où a été posé un compotier, dans un intérieur décoré. Reçue en don de David Rockefeller et son épouse en 1991, l'œuvre fait partie des collections du Museum of Modern Art de New York, aux États-Unis.

## Postérité
Intérieur à la fillette est le tableau qui est à l'origine de la vocation de peintre d'Herman Braun-Vega, son père ayant décoré sa chambre d'enfant avec une reproduction de ce tableau. En 2013, dans un tableau en hommage à Matisse intitulé Matisse maîtrise couleurs et lumières avec ses ciseaux, il reproduit l'Intérieur à la fillette derrière Matisse en train de découper du papier de couleur.